# Cerkno
Cerkno (IPA: [ˈʦeːrknɔ], olaszul: Circhina IPA: [ˈʧirkina], németül: Kirchheim IPA: [ˈkɪʁçhaem]) kisváros és község neve Szlovénia Goriška statisztikai régiójában.  A város a Cerknói dombok térségében fekszik.
A Laufarija karneválról ismert, mely tavasszal történik és a résztvevők maszkokat viselnek. Továbbá itt található Franja Partizánkórháza, a második világháború partizánharcainak egy turisztikai attrakciója. A teli időszakban Szlovénia egyik komoly síközpontja működik határában, a 18 kilométeres pályarendszer a 2010-es években többször elnyerte az ország legjobb síterepe címet.
A községben több nevezetes szlovén született: Goriziai főegyházmegye érseke, Frančišek Borgia Sedej (1854–1931); France Bevk író (1890–1970); Rafael Podobnik fényképész; Milica Kacin-Wohinz és Boris Mlakar történészek, valamint Marjan Podobnik és Janez Podobnik politikusok.
A városi templom Szent Annának lett szentelve és a  Koperi egyházmegye alá van rendelve. A második templom Szent Bertalannak van szentelve.

## Történelem
Történelmileg a Cerknói dombok térsége Tolmin megyéhez tartozott. A 16. században a térség Habsburg uralom alá került. Az első világháború után Olaszországhoz csatolták, és a Júliai tartományhoz tartozott. 1943 szeptemberében, az olasz kapituláció után, a térséget jugoszláv partizánok szabadították fel, és a partizán ellenállás egyik fő pontjává vált. 1945-ben a jugoszláv hadsereg fennhatósága alá került, és a Párizsi békeszerződések alapján 1947-ben Jugoszláviához csatolták.